# Tokyo Metro série 1000
La série 1000 (1000系, 1000-kei) du Tokyo Metro est un type de rame automotrice exploitée depuis 2012 sur la ligne Ginza du métro de Tokyo au Japon.

## Description
La série 1000 a été conçue pour remplacer les rames vieillissantes de la série 01. Son design évoque les anciennes rames série 1000 utilisées lors de l'ouverture de la ligne Ginza en 1927.

## Histoire
La première rame a été livrée en septembre 2011 et est entrée en service le 11 avril 2012.
Le modèle est récompensé d'un Blue Ribbon Award en 2013.

## Galerie photos

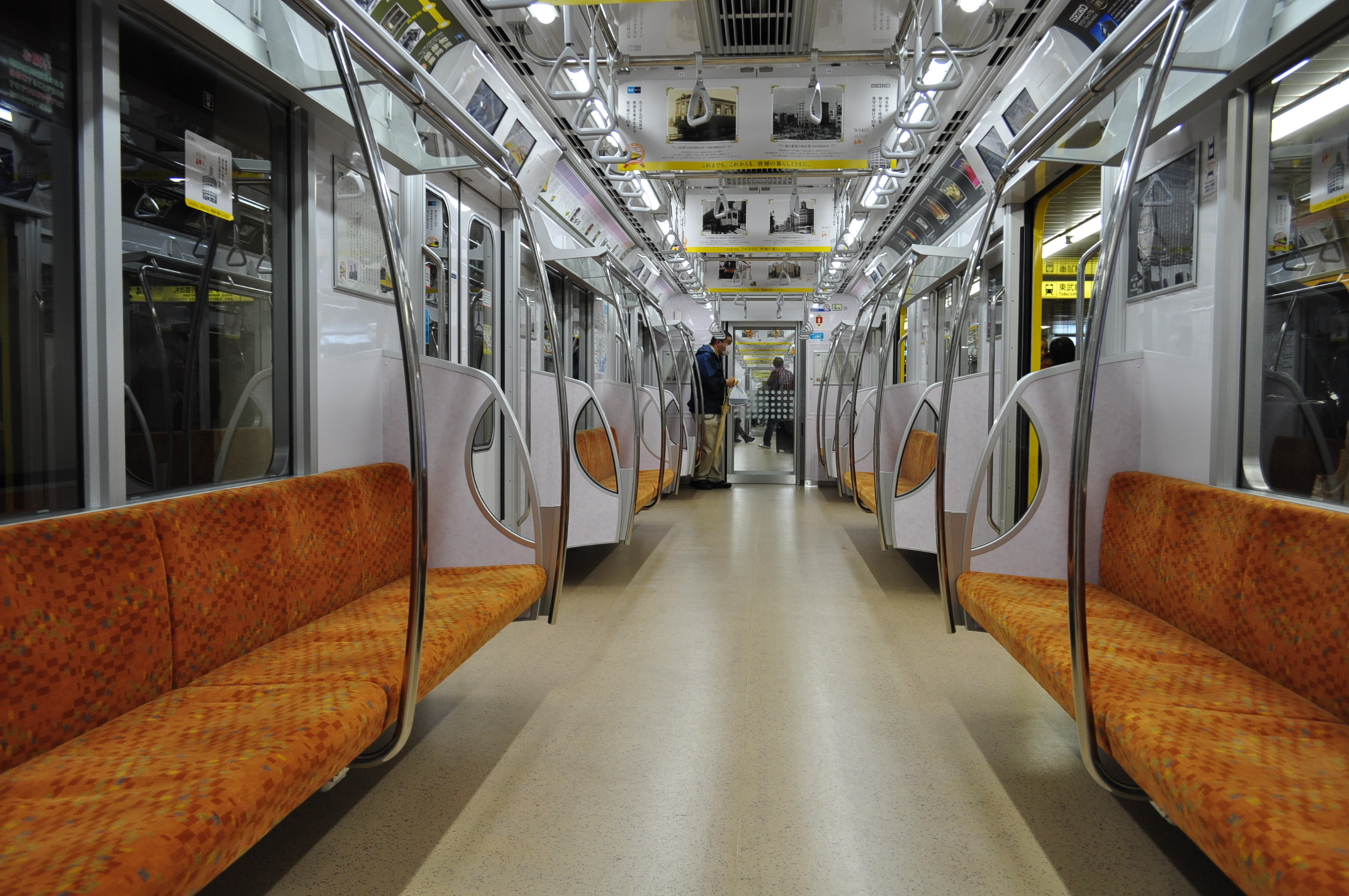
Intérieur de la rame.
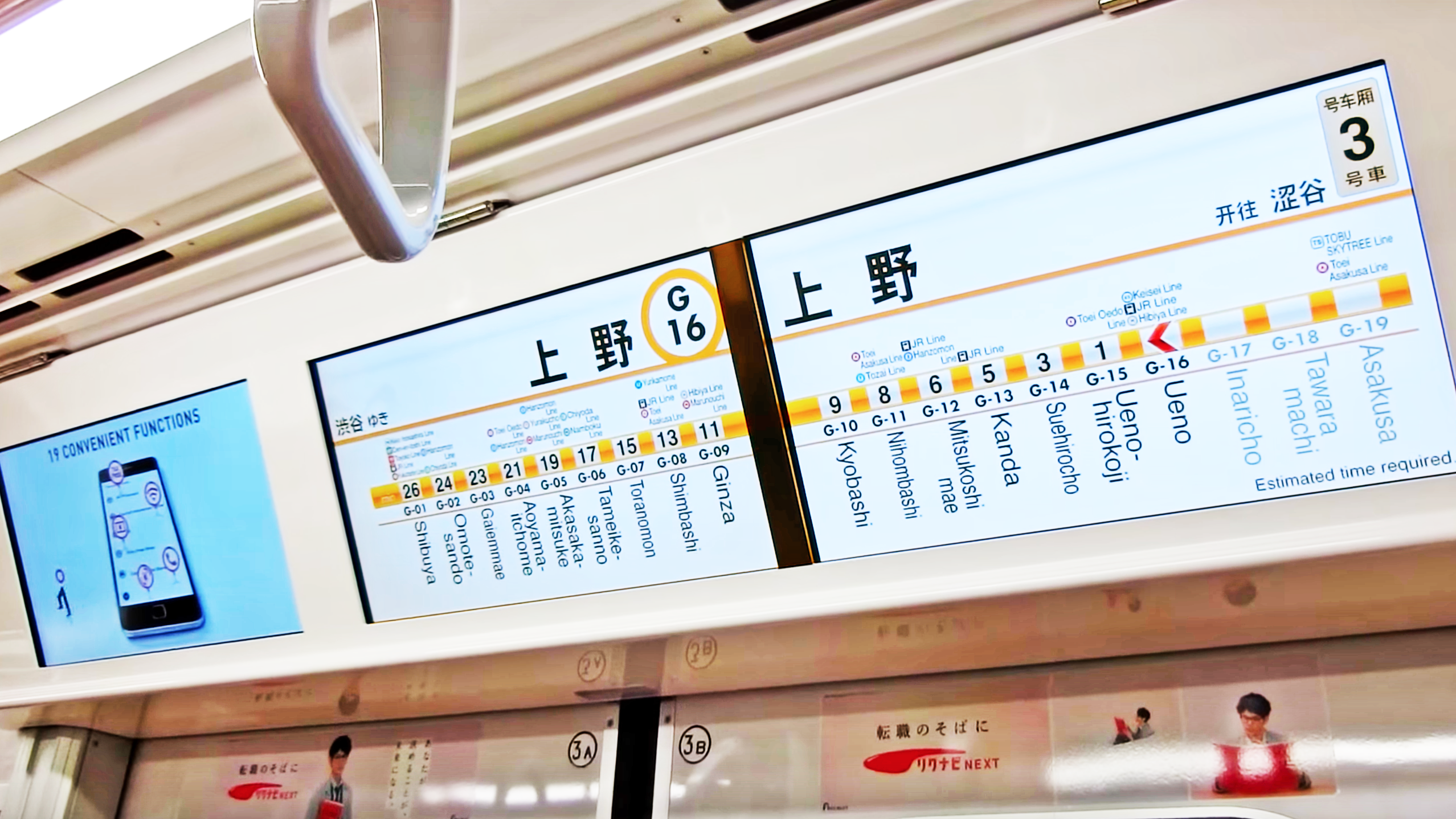
Ecrans d'information voyageurs.
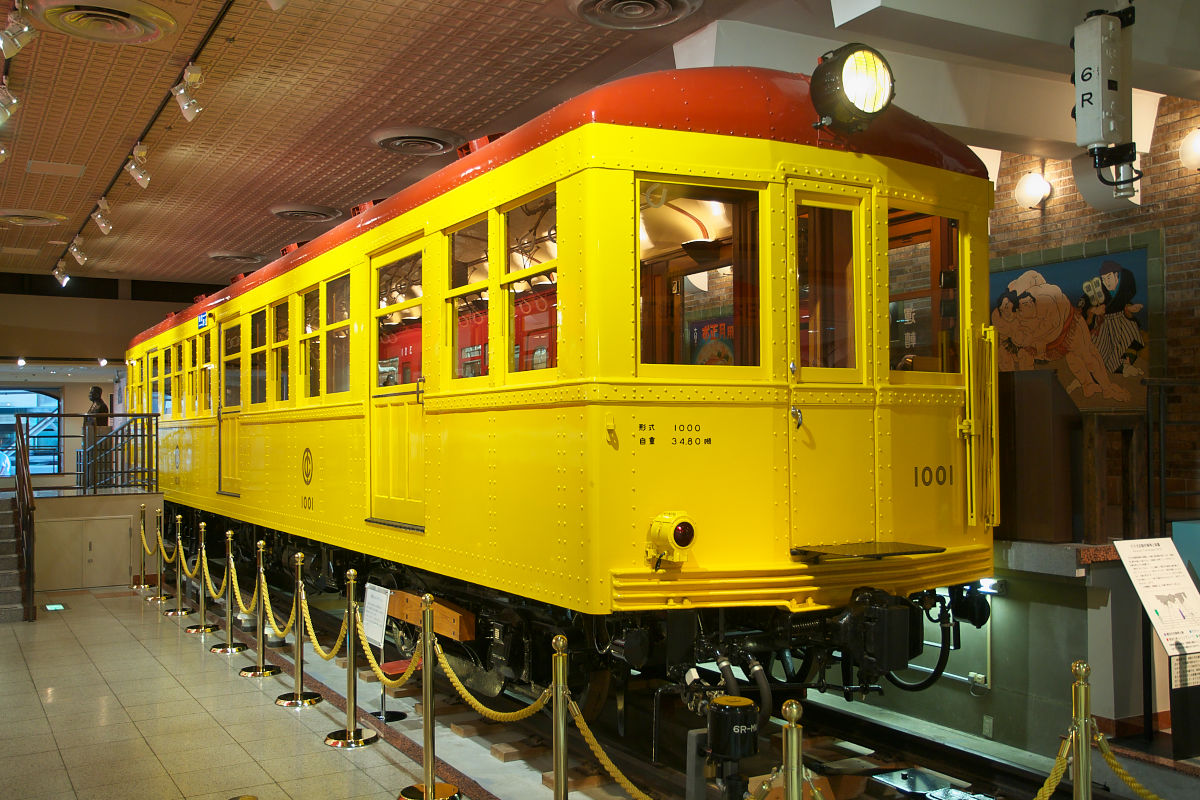
Série 1000 originale.
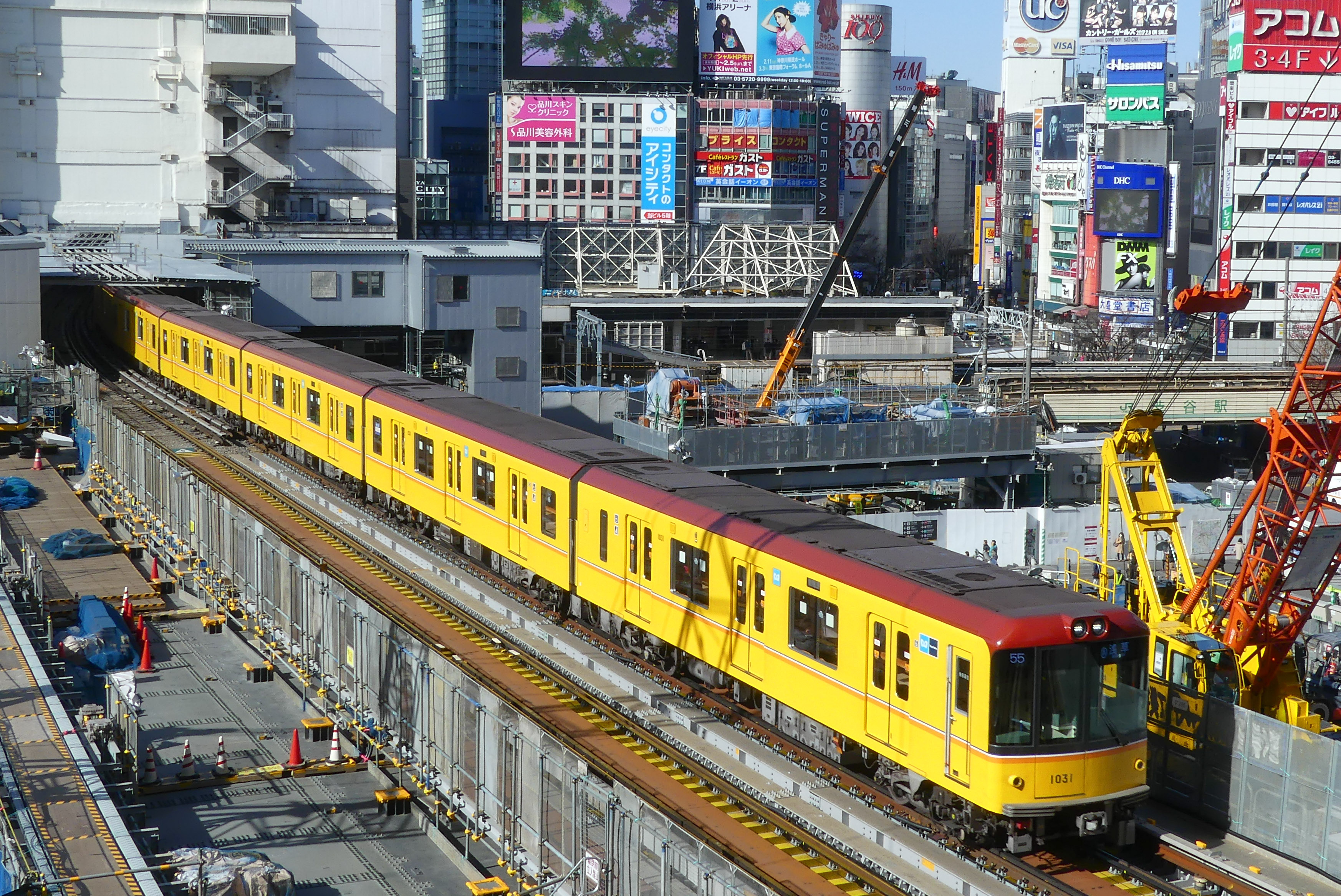
une rame série 1000 quittant Shibuya